# António da Costa e Silva
António do Nascimento da Costa e Silva (Ovar, 25 de dezembro de 1782 — Lisboa, 8 de junho de 1856), 1.º e único barão de Ovar e depois 1.º visconde de Ovar, foi um oficial general do Exército Português e político, que, entre outras funções de relevo, foi Ministro e Secretário de Estado dos Negócios da Guerra interino do 16.º governo da Monarquia Constitucional, em funções de 20 de fevereiro a 28 de abril de 1847. Militar de carreira, destacou-se, primeiro, nas grandes batalhas da Guerra Peninsular (1807-1814) e, posteriormente, nas lutas civis que levaram à vitória do liberalismo e ao estabelecimento da monarquia constitucional.

## Biografia
António do Nascimento da Costa e Silva nasceu em Ovar, filho de José da Costa e Silva e de Leandra Pereira Ramos. Depois de ter frequentado o curso de Direito na Universidade de Coimbra entre 1798 e 1801, onde estudou latim, francês, filosofia e retórica, assentou praça a 10 de setembro de 1801 no Regimento de Artilharia da Corte, então aquartelado no Forte de São Julião da Barra. Militar da arma de Artilharia, frequentou a Academia Real de Marinha e estudou fortificação e desenho na aula do Regimento de Artilharia n.º 1, em Lisboa.
As suas qualidades académicas e pessoais foram notadas pelo coronel António Teixeira Rebelo, comandante do Regimento de Artilharia da Corte, que ao tempo estava incumbido de estruturar um colégio militar, instituição que originou o atual Colégio Militar, para o qual convidou Costa e Silva para ali exercer as funções de professor de gramática portuguesa.
Costa e Silva foi promovido a segundo-tenente em 1805 e a primeiro-tenente em 1807, quando já era sentida a iminência de Portugal ser invadido por forças francesas da Grande Armée no contexto das guerras napoleónicas que então dilaceravam a Europa. Concretizada a primeira invasão francesa quando a 20 de novembro daquele ano forças francesas comandadas pelo general Jean-Andoche Junot, que já há alguns meses estavam posicionadas em Baiona, entraram em Portugal, acompanhadas por forças espanholas, atingindo Lisboa no dia 30 daquele mês. Iniciava-se assim o longo confronto que ficaria conhecido por Guerra Peninsular. Costa e Silva participou neste conflito desde o início.
Durante a primeira invasão francesa integrou as tropas que em finais de 1808 foi deslocado para Abrantes e depois para Tomar, integrando as forças designadas por Exército d'Entre Tejo e Mondego, no qual assegurou o comando das tropas de Artilharia que se juntaram em Figueiró dos Vinhos ao Batalhão de Granadeiros da Estremadura.
No contexto da segunda invasão francesa, após a reconquista da cidade do Porto pelas tropas luso-britânicas em maio de 1809, Costa e Silva integrou as forças portuguesas que protagonizaram a manobra de perseguição às forças francesa em retirada para Espanha. Nesta manobra, comandava a 2.ª brigada de artilharia volante do Regimento de Artilharia n.º 1 integrada nas forças sob o comando do marechal William Beresford.
Quando em 1810 forças francesas voltaram a entrar em Portugal, na designada terceira invasão francesa, Costa e Silva esteve presente na Batalha do Buçaco, travada a 27 de setembro de 1810, onde se destacou no comando da sua brigada de artilharia, executando a arriscada manobra de se colocar na frente junto das linhas avançadas da Infantaria, disparando sobre o avanço das tropas francesas para permitir o contra-ataque dos atiradores, feito com descarga cerrada a curta distância seguido por carga à baioneta.
Apesar da vitória anglo-lusa no Buçaco, os franceses avançaram até serem detidos junto às linhas defensivas de Torres Vedras, nas colinas a norte de Lisboa. As forças francesa iniciaram a retirada de Portugal em abril de 1811, perseguidas pelas forças anglo-lusas, de que resultou uma sequência de batalhas em território espanhol e francês, culminando com a vitória em Toulouse, em 10 de abril de 1814, a qual marcou o fim da Guerra Peninsular.
Na campanha de perseguição às forças francesas através da Espanha e dos Pirenéus, Costa e Silva destacou-se no cerco à praça-forte de Almeida, em 9 de abril de 1811, na Batalha de Fuentes de Oñoro, em 5 de maio de 1811, e no cerco de Ciudad Rodrigo, em 19 de janeiro de 1812, onde foi ferido em combate e foi louvado pelo duque de Wellington. Esteve presente na decisiva batalha de Vitoria-Gasteiz, travada em 21 de junho de 1812, que marcou a saída definitiva dos franceses da Península Ibérica, e em agosto daquele ano participou ainda no sitio da Praça de San Sebastian, na Biscaia.
A sua prestação como comandante de bateria de montanha do Regimento de Artilharia n.º 1, mereceu o louvor do comandante-geral da artilharia luso-britânica. Promovido a capitão, participou nas operações no sul da França, estando presente na batalha de Nivelle, travada a 10 de novembro de 1813, onde a sua ação foi reconhecida, na batalha do Nive, a 13 de dezembro de 1813, na batalha de Hellete, a 14 de fevereiro de 1814, na batalha de Orthez, a 27 de fevereiro de 1814, na batalha de Aire, a 2 de março de 1814, e na batalha de Toulouse, em 10 de abril de 1814, na qual foi também louvado pelo comandante da artilharia luso-britânica. Foi um dos primeiros militares portugueses a comandar uma unidade de artilharia em batalha, já que o comando das unidades de artilharia era, inicialmente, entregue a artilheiros estrangeiros, em geral oficiais ingleses ou alemães. 
Terminada a Guerra Peninsular, regressou de França em agosto de 1814, tendo no dia 13 daquele mês casado com Teresa da Conceição de Oliveira. Recebeu a Cruz da Guerra Peninsular, medalha de ouro com o n.º 6, sendo a atribuição da Cruz n.º 6 em ouro o reconhecimento pela sua participação em todas as campanhas daquele conflito. Foi colocado no Regimento de Artilharia n.º 2, então aquartelado em Faro.
Em 1815, quando Napoleão Bonaparte ensaiou o seu retorno com o Governo dos 100 dias, e o desencadear da Guerra da Sétima Coligação, Costa e Silva voltou a ser mobilizado para a constituição de uma força expedicionária luso-britânica a ser enviada para a Flandres. A derrota dos franceses na batalha de Waterloo, em 18 de junho de 1815, tornou inútil o esforço, pelo que regressou ao seu quartel em Faro.
Permaneceu colocado no Regimento de Artilharia n.º 2, em Faro, até 1826. Durante este período nasceram três dos seus quatro filhos, entre os quais os brigadeiros António Maria Pereira da Costa, futuro 2.º visconde de Ovar, e José Frederico Pereira da Costa.
Quando ocorreu a Revolução Liberal do Porto, em agosto de 1820, Costa e Silva era capitão no Regimento de Artilharia de Faro. O seu perfil e o seu conhecido pendor ideológico a favor do liberalismo fizeram com que fosse escolhido para ir a Lisboa, em representação do exército do Algarve, demonstrar o apoio à Junta Provisional do Governo Supremo do Reino presidida pelo coronel António da Silveira Pinto da Fonseca. Em 22 de junho de 1821 foi promovido a major continuando no Regimento de Artilharia n.º 2, em Faro, até outubro de 1826. Nesta última data foi transferido para o Regimento de Artilharia n.º 4, aquartelado no Porto.
Integrado no Regimento de Artilharia n.º 4 participou nos conflitos travados no início de 1827 entre as forças liberais e as forças miguelistas comandadas pelo marechal-de-campo Manuel da Silveira Pinto da Fonseca Teixeira, o 1.º marquês de Chaves. Esteve presente no combate da Régua, no combate do Prado, travado a 5 de fevereiro de 1827 em torno da Ponte do Prado, arredores de Braga, e no combate da Ponte de Amarante, travado a 10 de fevereiro de 1827, impedindo que os absolutistas marchassem sobre a cidade do Porto.
Após a tomada do poder em Lisboa pelos apoiantes de D. Miguel em 1828, Costa e Silva aderiu à revolta de 16 de maio desse ano, liderada pelo Regimento de Infantaria n.º 6, visando proclamar a Carta Constitucional de 1826 e os direitos reais de D. Maria II. Integrou, como comandante da artilharia, a força organizada em Coimbra para marchar sobre Lisboa e participou na batalha de Morouços e no combate do Vouga, mas com a vitória miguelista em Lisboa forçou obrigou a maior parte das forças liberais a procurar refúgio na Galiza.
Em consequência desta derrota dos liberais, Costa e Silva, como milhares de outros implicados na tentativa revolucionária, foi obrigada a exilar-se, engrossando o rol dos emigrados acantonados em Plymouth, na Inglaterra. Em junho de 1829 integrou o contingente comandando pelo general António José de Sousa Manuel de Meneses, o conde de Vila Flor e mais tarde duque da Terceira, que se transferiu para a ilha Terceira, nos Açores, único território que permanecia fiel a D. Maria II. 
Logo a 11 de agosto de 1829 participou na batalha da Praia, na qual os liberais rechaçaram a tentativa de desembarque miguelista comandada por Rosa Coelho e garantiram a posse da ilha como base para as suas operações. Depois de um difícil período de acantonamento na ilha, onde as tropas sofreram a escassez de dinheiro e sérias privações nos abastecimentos, durante o qual foi encarregado de organizar o Batalhão de Artilharia de Angra, que preparou e disciplinou com a sua capacidade técnica e experiência de comando, na primavera de 1832 foi transferido para a ilha de São Miguel, entretanto conquistada no verão de 1831 após o desembarque no Pesqueiro da Achadinha e o combate da Ladeira da Velha. A partir da cidade de Ponta Delgada integrou a expedição dos 7500 bravos que desembarcou na praia do Mindelo, a norte do Porto, no dia 8 de julho de 1832.
Após a tomada do Porto, Costa e Silva participou na defesa da cidade durante o Cerco do Porto, destacando-se no combate de Valongo e na batalha da Ponte Ferreira, em julho de 1832, onde foi novamente ferido. Destacou-se de tal forma nestas operações que foi premiado com o grau de oficial da Ordem da Torre e Espada do Valor, Lealdade e Mérito e foi promovido por distinção a tenente-coronel.
Na fase final da Guerra Civil Portuguesa, tomou parte nos combates que durante o ano de 1833 ocorreram na região do Porto, com destaque para a sortida de Monte Crasto, a tomada de Covelo (Valongo) e o combate da Ariosa (dezembro de 1833), no qual foi novamente ferido. Neste combate foi morto o coronel José Joaquim Pacheco, chefe do estado-maior da divisão de operações do Norte e por isso Costa e Silva foi promovido a coronel e nomeado para o substituir. Nestas funções participou nos decisivos combates de Santo Tirso e de Grijó e na batalha de Lixa, travada em 2 de abril de 1834, onde foi novamente ferido. Na sequência destes acontecimentos foi nomeado comandante do Regimento de Artilharia n.º 1 e agraciado com o grau de comendador da Ordem Militar de São Bento de Avis, em cujo diploma, datado de 30 de outubro de 1833, se afirma que a concessão é feita em atenção aos serviços relevantes e assignalados, prestados à causa da Rainha e da pátria, e muito particularmente na heróica defesa da cidade do Porto.
Após o final da Guerra Civil Portuguesa, com a vitória liberal consagrada na Convenção de Évora-Monte de 26 de maio de 1834, o coronel Costa e Silva permaneceu no comando do Regimento de Artilharia n.º 1 até 1836, ano em que foi nomeado Inspetor-Geral do Arsenal do Exército.
Quando ocorreu em Lisboa uma tentativa de sublevação da Guarda Nacional, que deu origem ao massacre do Rossio do dia 13 de março de 1838, coube a Costa e Silva, ao comando de uma brigada de Infantaria, neutralizar as forças revoltosas. Perante as crescentes clivagens no campo liberal, manteve-se crescentemente afastado da política partidária. Nesse contexto, recusou o convite do Bernardo de Sá Nogueira de Figueiredo, visconde de Sá da Bandeira, então ministro da Marinha e Ultramar, para ser governador de Angola e no ano seguinte não aceitou ocupar um cargo ministerial.
Entretanto, em 1839 foi agraciado com a comenda da Ordem de Nossa Senhora da Conceição de Vila Viçosa, tendo a rainha D. Maria II assinado um diploma justificando a atribuição como sendo em atenção à maneira distinta e leal, com que se tem havido nos diversos comandos e comissões, de que há sido encarregue, e à integridade e inteligência com que se tem havido na direcção do Arsenal do Exército. Em abril de 1840 deixou o cargo de Inspetor-Geral do Arsenal do Exército e foi graduado em general-de-brigada para ser nomeado comandante-geral da arma de Artilharia, recebendo em agosto desse ano o encargo de zelar pela manutenção na capital de uma força fiel ao governo que pudesse evitar potencias tentativas golpistas. Nessa função, conseguiu neutralizar, sem derramamento de sangue, uma revolta ocorrida na noite de 11 de agosto de 1840 junto do Arsenal do Exército em Lisboa e no mês seguinte derrotar a revolta do Batalhão de Infantaria n.º 6 em Castelo Branco e na Guarda.
Por decreto de 30 de julho de 1841, a rainha D. Maria II fez mercê ao brigadeiro Costa e Silva do título de barão de Ovar, a sua terra natal, por uma vida. A redação do diploma é altamente elogiosa: Atendendo a que o brigadeiro graduado, António da Costa e Silva, Comandante Geral da Artilharia, tem servido a nação por espaço de trinta e nove anos, com muita honra, préstimo e acrisolada lealdade, a que faz com distinção toda a guerra peninsular no exercito de operações, sendo ferido no sitio de Cidade Rodrigo, e tomando parte em todas as campanhas subsequentes, nas quais sempre se portou com valentia e bom desempenho dos comandos que lhe foram confiados, a que por sua fidelidade sofreu os trabalhos da emigração e partilhou da gloria de entrar no numero dos bravos, que desde a Ilha Terceira até ao fim da luta contra a usurpação sustentaram com denodado esforço e repetidas gentilezas de armas a causa de Meu direitos, tendo sido contuso por três vezes durante a referida luta, e atendendo, finalmente, a que o dito Brigadeiro graduado satisfez cabalmente a muitas e importantes comissões, que lhe hão sido incumbidas, tais como a da organização de diversos corpos, a de chefe do Estado Maior da divisão de operações do norte em 1833, a da Inspecção do Arsenal do Exército, a de frustrar a tentativa dos anarquistas na capital em 11 de Agosto ultimo e a de sufocar a revolta do Batalhão de Infantaria nº 6: Hei por bem, como testemunho da Minha real munificencia, fazer-lhe mercê do titulo de Barão de Ovar [...].
Entre 1842 e 1844 foi encarregado de inspecionar os regimentos de artilharia e todo o equipamento da artilharia das diversas fortalezas do reino e em agosto de 1845 foi promovido a brigadeiro efetivo. Costa e Silva manteve-se inicialmente afastado dos eventos políticos da revolta da Maria da Fonte, mas na sequência do golpe da Emboscada, chefiado pelo marechal Saldanha em 6 de outubro de 1846, foi nomeado comandante da 1.ª Divisão Militar, nomeação que tinha como objetivo conter o movimento iniciado no Porto em 9 de outubro. Durante a guerra civil da Patuleia que se seguiu àquele golpe, em novembro de 1846 Costa e Silva foi novamente convidado para integrar o governo como Ministro da Guerra interino, voltando a declinar o convite. Contudo, em janeiro de 1847, foi chamado pela rainha, não podendo negar o convite para Ministro e Secretário de Estado dos Negócios da Guerra, embora interino. Integrou o 16.º governo da Monarquia Constitucional, substituindo no cargo José António Maria de Sousa Azevedo, o visconde de Algés, que estava interinamente em funções. Desempenhou as funções de 20 de fevereiro a 28 de abril de 1847, o que corresponde ao período mais agudo da Patuleia, sendo substituído, também interinamente, por Ildefonso Bayard. O fim da guerra civil foi conseguido a 30 de junho de 1847, pela assinatura da Convenção de Gramido, mas apenas após a intervenção de forças militares estrangeiras ao abrigo da Quádrupla Aliança.
Costa e Silva regressou ao Exército, logo no dia 1 de maio, continuando como comandante-geral da Artilharia, cargo que ocupava quando em 6 de junho desse ano de 1847 foi promovido a marechal-de-campo. O período de domínio político do cabralismo, com o apoio da rainha, a quem Costa e Silva sempre se mantivera fiel, criou as condições para que por decreto de 25 de julho de 1849 fosse elevado ao título nobiliárquico de visconde de Ovar. Nesse mesmo ano, por carta régia de 15 de dezembro, D. Maria II nomeou-o par do reino. Em 27 de setembro de 1852 foi promovido a tenente-general.
Faleceu em Lisboa, no dia 8 de julho de 1856, vítima da epidemia de cólera morbus que então grassava. Por coincidência, a data da morte coincidiu com o 24.º aniversário do desembarque do Mindelo. O seu funeral, no Cemitério do Alto de São João, teve honras nacionais com uma salva de 15 tiros de artilharia e três descargas de espingarda, ao qual assistiram muitas individualidades, entre as quais Bernardo de Sá Nogueira de Figueiredo, então Ministro e Secretário de Estado dos Negócios da Marinha e Ultramar e interinamente Ministro e Secretário de Estado dos Negócios da Guerra, e António José de Sousa Manuel de Meneses, o 1.º duque da Terceira.
A nota necrológica, publicada pela Revista Militar, reflete a carreira deste oficial: António da Costa e Silva, 1.º Visconde de Ovar, Ministro de Estado honorário, Par do Reino, Tenente-General Comandante Geral da Artilharia, Comendador das Ordens de S. Bento de Aviz e da Conceição, Oficial da Ordem da Torre e Espada, condecorado com as medalhas portuguesa e inglesa do Comando das Batalhas de Nivelle e Orthez e com a Cruz das seis campanhas da Guerra Peninsular […] o typo de um verdadeiro militar; corajoso e prudente, instruído e experimentado, severo e afável, mais inclinado à clemência que à punição, mas inexorável quando o bem da sociedade assim o reclama […].